# Pachydema castanea
Pachydema castanea är en skalbaggsart som beskrevs av Gaspard Auguste Brullé 1839. Pachydema castanea ingår i släktet Pachydema och familjen Melolonthidae. Inga underarter finns listade i Catalogue of Life.